# Kreteńskie pismo hieroglificzne

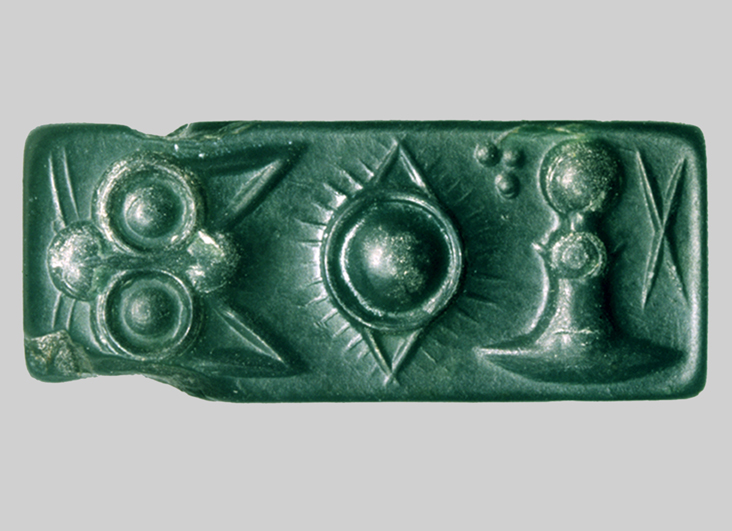
Kreteńskie hieroglify na plakietce z jaspisu, 1800 lat p.n.e.

Kreteńskie pismo hieroglificzne (zwane też kreteńskim pismem piktograficznym) – najstarszy rodzaj pisma europejskiego, używanego między 2000 a 1200 p.n.e. przez ludność minojską na Krecie. 
Pismo nie zostało dotychczas rozszyfrowane, udało się jednak odczytać pismo linearne B.

## Literatura
- Krzysztof Tomasz Witczak, Kreteńskie pismo „hieroglificzne”: co dziś o nim wiemy?, “Nowy Filomata” 1997, R. 1, nr 2, s. 114-133.
- Тайны древних письмен: Проблемы дешифровки. Москва: Прогресс, 1976.
- Бартонек А. Злаотообильные Микены. annals.xlegio.ru. [zarchiwizowane z tego adresu (2008-09-28)].. М. 1991.
- Кондратов А. М., Шеворошкин В. В. Когда молчат письмена: Загадки древней Эгеиды. Л. 1970.
- Молчанов А. А., Нерознак В. П., Шарыпкин С. Я. Памятники древнейшей греческой письменности. Введение в микенологию. М., 1988 г.. annals.xlegio.ru. [zarchiwizowane z tego adresu (2008-10-12)].
- Молчанов А. А. Посланцы погибших цивилизаций. Письмена древней Эгеиды. М. 1992.
- Молчанов А. А. Таинственные письмена первых европейцев. М. Наука, 1980.
- W. C. Brice, Notes on the Cretan Hieroglyphic Script: I. The Corpus. II. The Clay Bar from Malia, H20, Kadmos 29 (1990) 1-10.
- W. C. Brice, Cretan Hieroglyphs & Linear A, Kadmos 29 (1990) 171-2.
- W. C. Brice, Notes on the Cretan Hieroglyphic Script: III. The Inscriptions from Mallia Quarteir Mu. IV. The Clay Bar from Knossos, P116, Kadmos 30 (1991) 93-104.
- W. C. Brice, Notes on the Cretan Hieroglyphic Script, Kadmos 31 (1992), 21-24.
- J.-P. Olivier, L. Godard, in collaboration with J.-C. Poursat, Corpus Hieroglyphicarum Inscriptionum Cretae (CHIC), Études Crétoises 31, De Boccard, Paris 1996, ISBN 2-86958-082-7.
- G. A. Owens, The Common Origin of Cretan Hieroglyphs and Linear A, Kadmos 35:2 (1996), 105—110.
- G. A. Owens, An Introduction to «Cretan Hieroglyphs»: A Study of «Cretan Hieroglyphic» Inscriptions in English Museums (excluding the Ashmolean Museum Oxford), Cretan Studies VIII (2002), 179—184.
- I. Schoep, A New Cretan Hieroglyphic Inscription from Malia (MA/V Yb 03), Kadmos 34 (1995), 78-80.
- J. G. Younger, The Cretan Hieroglyphic Script: A Review Article, Minos 31-32 (1996—1997) 379—400.